# Ayvacık, Samsun
Ayvacık là một huyện thuộc tỉnh Samsun, Thổ Nhĩ Kỳ. Huyện có diện tích 399 km² và dân số thời điểm năm 2007 là 26465 người, mật độ 66 người/km².